# Kub

Palingkub

Kub of kubbe heeft verschillende betekenissen. In de visserij kan het een aalkorf, een kleine aalfuik of het achterste deel van een fuik zijn. Regionaal komen hiervoor ook de woorden kobbe en kibbe voor. Kub wordt ook gebruikt voor een platte vismand. Met kubbe kan ook een rieten dak worden bedoeld. 